# ملکوم لاک‌یر
مَلکوم لاک‌یـِر (انگلیسی: Malcolm Lockyer؛ ۵ اکتبر ۱۹۲۳–۲۸ ژوئن ۱۹۷۶) آهنگساز و رهبر ارکستر اهل انگلستان بود.

از فیلم‌ها یا مجموعه‌های تلویزیونی که وی در آن‌ها نقش داشته است، می‌توان به حوا و انتقام فو مانچو اشاره نمود.